# Eneko Fernández
Eneko Fernández de Garayalde Jiménez (Zaragoza, 26 mei 1984) is een Spaans voetballer. Hij speelt als aanvaller bij CE Sabadell.
Fernández begon als voetballer bij Universidad Zaragoza. Vervolgens speelde hij bij Real Zaragoza, eerst in de jeugdelftallen en uiteindelijk in het B-team. Met Zaragoza B werd Fernández in het seizoen 2006/2007 kampioen van de grupo 17 van de Tercera División, maar promotie werd in de play-offs niet behaald. Op 17 januari 2007 debuteerde hij voor het eerste elftal in een wedstrijd voor de Copa del Rey tegen Málaga CF. In juni 2007 werd de aanvaller gecontracteerd door FC Barcelona, waar Fernández in het seizoen 2007/2008 in het tweede elftal speelde. Met Barça B werd hij 2008 kampioen van de Tercera División Grupo 5. In augustus 2008 vertrok Fernández bij FC Barcelona.

## Statistieken
| seizoen    | club            | land   | competitie                | wed. | goals |
| ---------- | --------------- | ------ | ------------------------- | ---- | ----- |
| 2006/07    | Real Zaragoza B | Spanje | Tercera División Grupo 17 | ??   | ?     |
| 2007/08    | FC Barcelona B  | Spanje | Tercera División Grupo 5  | 19   | 1     |
| Bijgewerkt | 19-05-2008      |        |                           |      |       |